# Лормон
Лормо́н (фр. Lormont, окс. Larmont) — город и коммуна во Франции, находится в регионе Аквитания. Департамент коммуны — Жиронда. Центр кантона Лормон. Округ коммуны — Бордо.
Код INSEE коммуны 33249.

## География
Лормон расположен приблизительно в 500 км к юго-западу от Парижа, в 7 км северо-восточнее Бордо на восточном берегу Гаронны.
Лормон разделён на несколько больших кварталов: Карье́, Женика́р, Ле-Бур, Ле-Гран-Тресса́н — Доме́н-дю-Мануа́р, Ири́-Лисса́ндр и Ла-Рама́д.

## Население
Население коммуны на 2008 год составляло 19 940 человек.
| 1962 | 1968   | 1975   | 1982   | 1990   | 1999   | 2008   |
| ---- | ------ | ------ | ------ | ------ | ------ | ------ |
| 5976 | 10 774 | 18 719 | 20 910 | 21 591 | 21 343 | 19 940 |

## Экономика
Основу экономики составляют торговля, транспортные перевозки (есть морской порт) и промышленность. В городе насчитывается 882 малых, торговых и промышленных предприятий.
В 2007 году среди 13 551 человека в трудоспособном возрасте (15-64 лет) 8941 были экономически активными, 4610 — неактивными (показатель активности — 66,0 %, в 1999 году было 71,6 %). Из 8941 активных работали 7378 человек (3912 мужчин и 3466 женщин), безработных было 1563 (760 мужчин и 803 женщины). Среди 4610 неактивных 1486 человек были учениками или студентами, 1111 — пенсионерами, 2013 были неактивными по другим причинам.

## Администрация
Муниципальный совет города состоит из 35 членов, включая мэра, 10 депутатов, 3 общинных советников, 17 муниципальных советников и 4 советников, избранных из числа оппозиции.

## Достопримечательности
- Замок Лормон[фр.], построен в 1060 году. Исторический памятник с 1925 года[3]
- Церковь Сен-Мартен. Построена в 1294 году, названа в честь покровителя прихода Мартина Турского. Исторический памятник с 1925 года[4]
- Приходская церковь Св. Духа. Исторический памятник с 2000 года[5]
- Часовня Св. Екатерины. Исторический памятник с 1987 года[6]
- Замок Буа-Флёри (1880). Памятник культурного наследия[7]
- Замок Женикар. Построен в XVIII веке, восстановлен в 1854 году. Памятник культурного наследия[8]
- Замок Лорье. В настоящее время в нём расположен музей медицинского страхования[9]. Памятник культурного наследия[10]
- Аквитанский мост[фр.]. Открыт 6 мая 1967 года. Памятник культурного наследия[11]

## Города-побратимы
- Кастельдефельс (Испания, с 1988)

## Фотогалерея

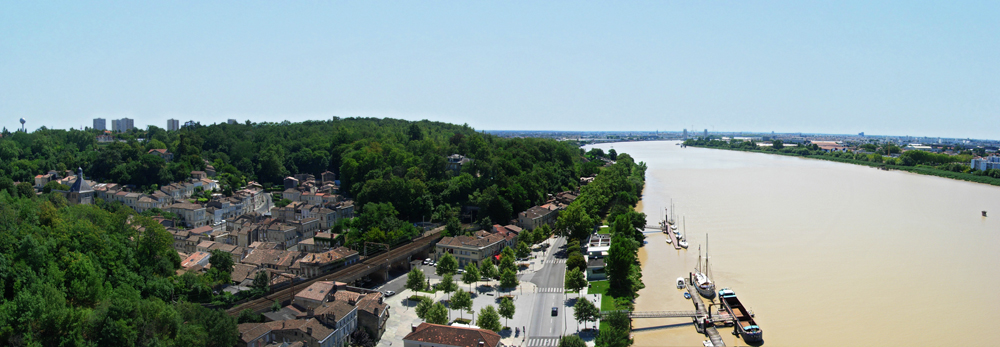
Лормон
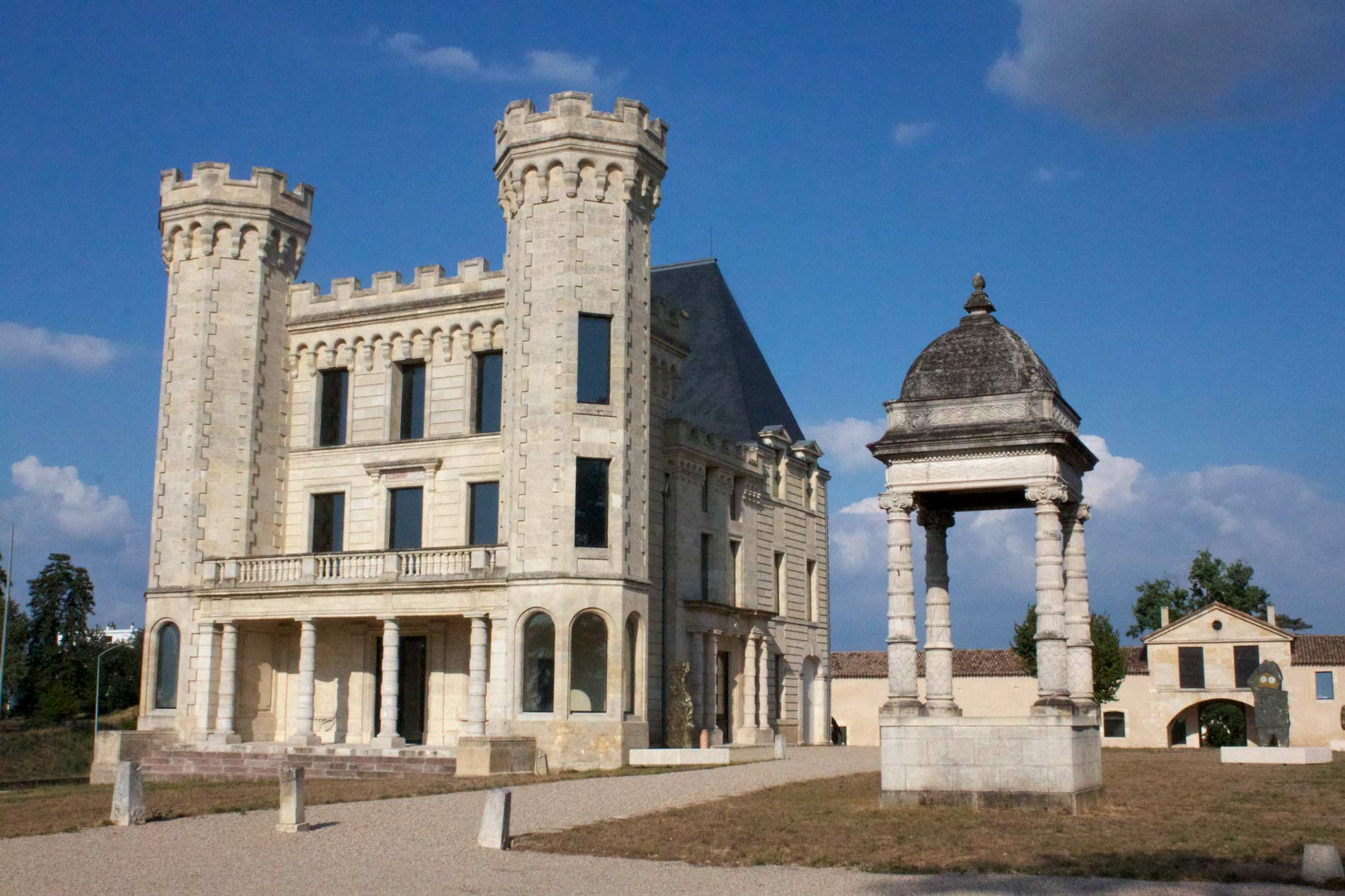
Замок Лормон
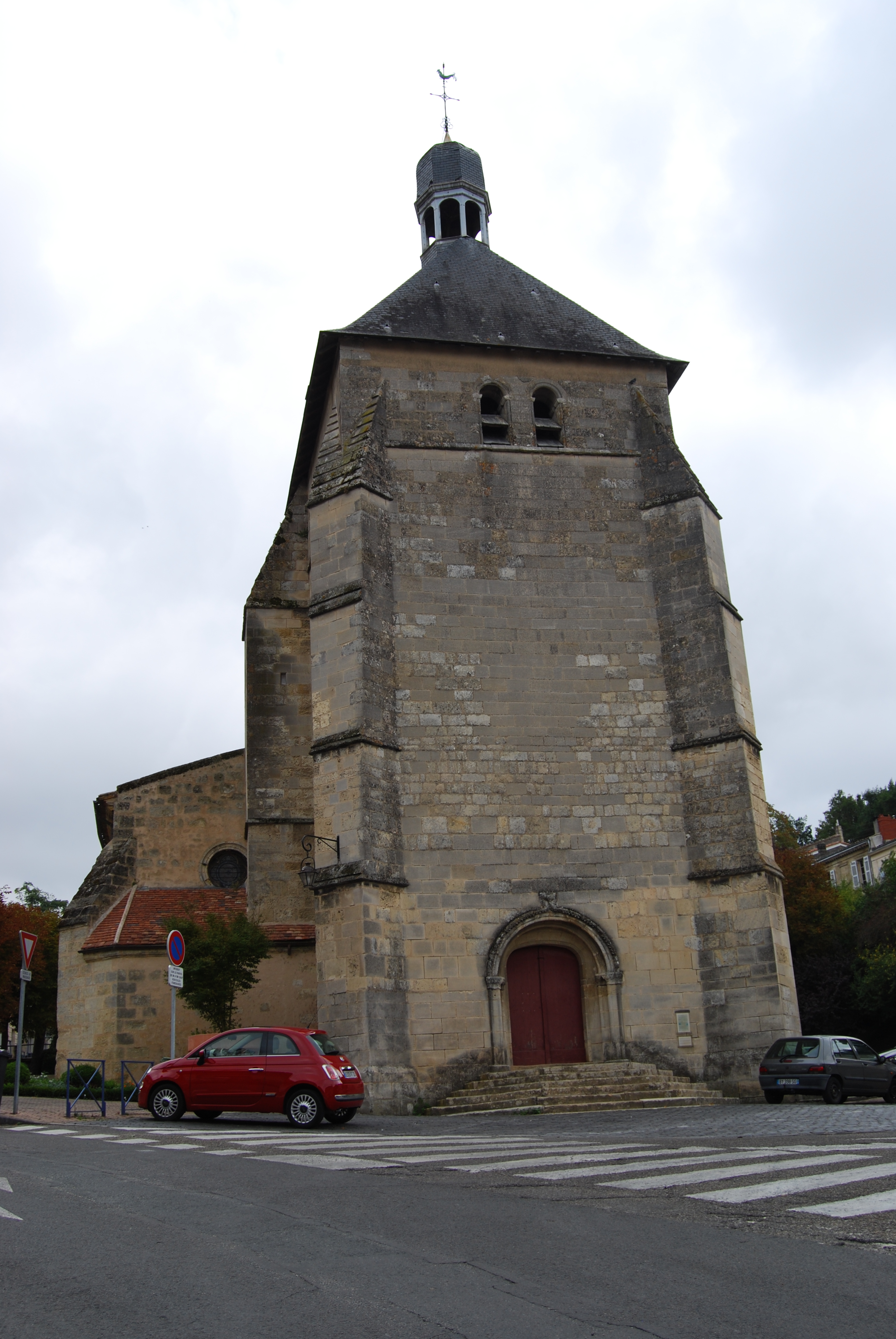
Церковь Сен-Мартен
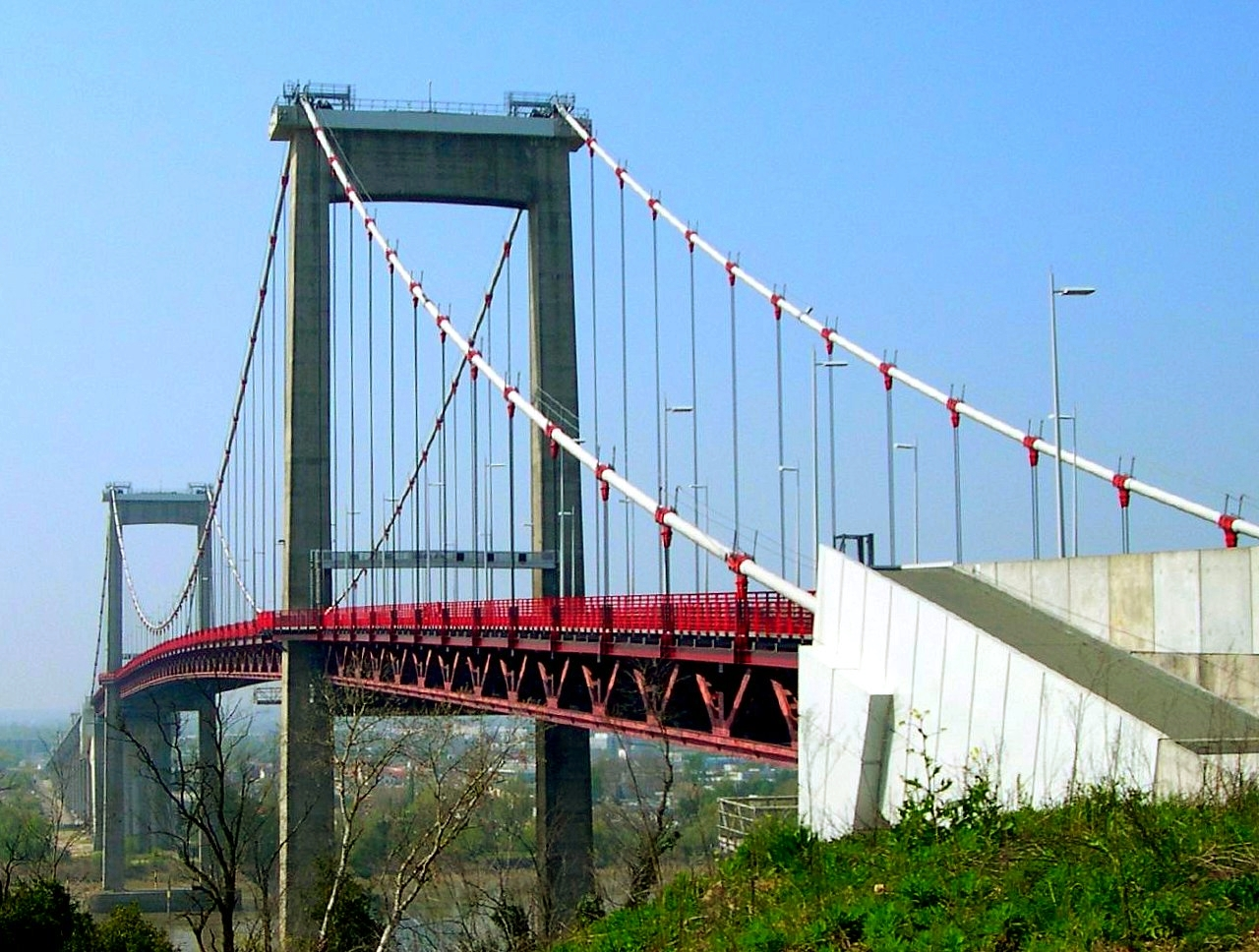
Аквитанский мост